# 三上拓也
三上 拓也（みかみ たくや、1970年6月19日 - ）は、青森県青森市出身の元ラジオパーソナリティー。
東北を中心に1997年～2002年にかけて複数のラジオ番組でメインパーソナリティーを勤めた。中でも当時青森放送アナウンサーだった中田有紀とコンビを組んで放送した「海外情報番組 プラネット・J」では、第38回ギャラクシー賞奨励賞を受賞し、フリーパーソナリティーとして高い評価を得る。

## メディア等出演歴
- 1997年 - 青森放送 クラブジャングリッシュ メインパーソナリティー
- 1998年 - 青森放送 DR. PC クリック中田の野望 メインパーソナリティー
- 1999年 - 青森放送 プラネット・J メインパーソナリティー
- 1999年 - エフエム青森、エフエム岩手、エフエム秋田
3局ネット番組 パワフルメディアジャック メインパーソナリティー
- 2000年 - エフエムアップルウェーブ ブレイクスルーラジオ メインパーソナリティー